# Lineair B
Het Lineair B is een schriftvorm, die in 1900 werd ontdekt te Knossos in Centraal-Kreta door archeoloog Arthur Evans. Het noteert een archaïsche vorm van de Griekse taal, het zogenaamde Myceens. Lineair B, een in hoofdzaak syllabisch schrift, is opgebouwd uit 88 tekens en elk symbool staat voor een open lettergreep (ta, po, ...) of een klinker. Naast de syllabische tekens zijn er ook meer dan 100 ideogrammen die onder andere fysieke objecten, maten en gewichten voorstellen. Het Lineair B is gebaseerd op het Lineair A, waarmee een tot dusver niet-geïdentificeerde taal werd genoteerd.

## Herkomst van het Lineair B

### Historische ontwikkeling en plaats van herkomst
Er zijn voorbeelden van het Lineair B gevonden in de archieven, die over zijn van de paleizen van Knossos, Chania, toen Kydonia, Pylos, Tiryns, Mycene en Thebe.
De Minoïsche beschaving ging op het eiland Kreta vooraf aan de tijd van het Myceens en het Lineair B. Er heeft zich daar in die tijd een bloeiende paleiscultuur ontwikkeld. De Kretenzers waren geen Indo-Europeanen. Hun taal, die ook geen Indo-Europese taal was, werd in de eerste helft van het tweede millennium voor Christus in schriftelijke vorm weergegeven met behulp van een hiëroglyfisch schrift. Dit schrift ontwikkelde zich rond de 18e-17e eeuw v.C. tot het Lineair A, het schriftsysteem dat tot circa 1450 v.C. in het gebied van de Egeïsche Zee de meeste invloed had.
Er kwamen op het Egeïsche schiereiland tijdens deze bloeiperiode op Kreta, dus rond 2000 v.C., veel inwoners bij. De eerste Grieken, die een vroege vorm van het Grieks spraken, vielen het vasteland binnen en vermengden zich met de plaatselijke bevolking, ook nog geen Indo-Europeanen. De Myceense paleisbeschaving ontwikkelde zich hier geleidelijk aan, maar bleef door Kreta overschaduwd. Men gebruikte op het Griekse vasteland dan ook eerst het Lineair A schrift, al kwam daar langzaam verandering in.

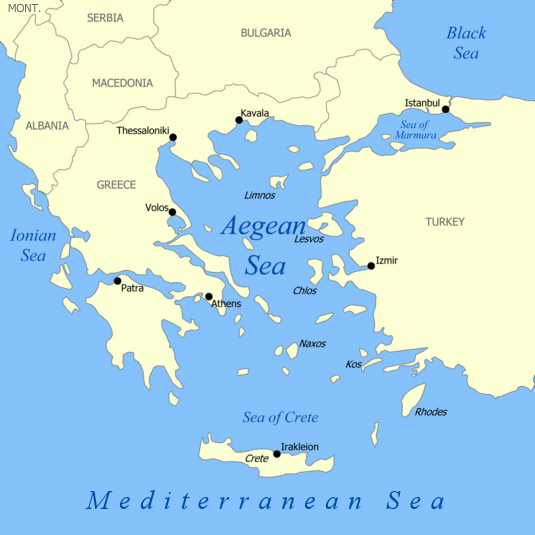
De Egeïsche Zee

Er zijn verschillende theorieën volgens welke het Lineair B uit het Lineair A is ontstaan.
- A Bartoněk[1] (1926–2016) dacht dat er rond de 16e eeuw v.C. Minoïsche schrijvers waren, die in de Myceense paleizen op het vasteland het Lineair A gebruikten. Hun Myceense leerlingen namen aanvankelijk dit niet-Griekse Lineair A over, maar begonnen mogelijk in het begin van de 15e eeuw v.C. het Lineair A al aan hun eigen Griekse taal aan te passen. Ze namen de ideogrammen en andere tekens uit het Lineair A over, waardoor het Lineair B ontstond.[2]

- Naar de mening van FR Adrados[3] werd er op Kreta voor het eerst in het Myceens geschreven. Schrijvers van het Myceense paleis te Knossos zouden het Oudgrieks  met een syllabisch schrift hebben geschreven, dat men van het door de Minoïsche schrijvers gebruikte Lineair A had afgeleid. Hierbij werd logisch het Kretenzische dialect van het Grieks gebruikt, de bestuurders in de paleizen kenden dat. Het Myceens, een Kretenzisch dialect van het Grieks, kreeg zijn vaste vorm dus op Kreta en werd daarna op het continent geïntroduceerd. Het werd ook op het vasteland vooral voor het bestuur gebruikt. Hierdoor wordt ook de uniforme verschijningswijze van het Lineair B verklaard. Critici van deze theorie stellen dat het, ondanks dat het Lineair B op het Lineair A lijkt, niet uitsluit dat de ontwikkeling naar het Lineair B ook ergens anders dan op Kreta gebeurde.[4]

Kreta werd rond 1450 v.C. geteisterd door enkele natuurrampen, die de paleisbeschaving danig hebben verzwakt. De Myceners konden hieruit voordeel halen en verwierven op Kreta en in het gebied van de Egeïsche Zee een vooraanstaande positie. Het Lineair B verdween langzaam op het einde van de 13e eeuw v.C., toen de hele Middellandse Zee door de komst van mensen van ergens anders en de komst van de Zeevolken in oproer raakte. De duistere eeuwen braken aan. Het Lineair B en de paleiscultuur verdwenen, maar het Grieks werd enkele eeuwen later, in ongeveer de 8e eeuw v.C., toch weer geschreven met een alfabet.

### Reden van ontstaan
De schrijvers van de kleitabletten in de Myceense paleisbeschavingen gingen het Lineair B hanteren, omdat ze naar een schrift verlangden dat beter geschikt was om hun eigen taal weer te geven. Toch is het duidelijk dat het Grieks van het Lineair B geen taal was die inderdaad zo werd gesproken, noch een weergave was van linguïstische verschillen tussen bepaalde streken. De gebruikte taal komt voor de verschillende vondsten van het Lineair B overeen.
Het Lineair B werd niet voor literaire doeleinden aangewend. Gedichten en verhalen werden mondeling van generatie op generatie doorgegeven. De voornaamste drijfveer om het Lineair B in te voeren lag in het economische vlak: het bestuur in de Myceense paleizen had een taal nodig met een officiële status en met vaste zinnen. Dat werd het Lineair B.

## Ontcijfering[6]

### Achtergrond
Er werden tussen 1750 en 1900 verscheidene schriftsystemen succesvol ontcijferd, zoals het hiërogliefenschrift en het Cypro-Minoïsch schrift en men leerde daaruit veel over hoe schriftsystemen werken. Het aantal tekens is een belangrijke indicator. Zijn het er minder dan dertig, dan zijn de tekens waarschijnlijk klanken, zijn het er meer, dan zijn het lettergrepen. Als het er vele duizenden zijn, dan zijn het begrippen. Er werden behalve de letters van het alfabet in de klassieke oudheid maar weinig leestekens gebruikt. Als men denkt dat een tekenreeks een eigennaam voorstelt, kan dat bovendien een grote hulp zijn omdat men van eigennamen ongeveer weet hoe ze worden uitgesproken.

### Evans
Arthur John Evans (1851-1941) was Brits archeoloog en conservator bij het Ashmolean Museum in Oxford. Hij ontdekte onder andere de Minoïsche schriften Lineair A en Lineair B.

#### De ontdekking van de schriften
De wereld stond bij de opgravingen van Mycene door Heinrich Schliemann in de jaren 1870 verbaasd over de daar aangetroffen schatten en kunst. Ondanks het ontbreken van natuurlijke rijkdommen, bleek het om een rijke en hoogstaande beschaving te gaan, zoals ook in de Homerische geschriften werd aangegeven. Evans kwam tot de conclusie dat het niet anders kon dan dat er in deze beschaving met zijn economische structuur kon worden gelezen en geschreven. Hij wist dat het niet om een schrift met een alfabet kon gaan, het alfabet kwam pas 200-300 jaar na de val van Mycene uit Fenicië naar Griekenland, maar er werden ook geen inscripties of andere schriftvondsten aangetroffen in de graven en paleizen.
Toen Evans in 1893 antiquiteitenwinkels in Athene gegraveerde zegelstenen aantrof, herinnerde hij zich een soortgelijk exemplaar uit Kreta, die Greville Chester hem ooit had laten zien. Hij bestudeerde de gravures, vond regelmatige herhalingen en combinaties van beelden en raakte ervan overtuigd dat het om een pictografisch schrift ging, dat op het schrift met de Egyptische hiërogliefen leek. Hij zocht in 1894 samen met zijn assistent John Myres in Kreta naar de oorsprong van deze stenen. Hij vond er verschillende die door Kretenzische boerinnen als amulet werden gedragen en γαλόπετρα of melkstenen werden genoemd. Hij vond verder in Psychro een plengoffertafel met lineaire tekens, Lineair A.
Evans besefte dat deze melkstenen niet zouden hebben kunnen volstaan om de administratie van de toenmalige maatschappij te ondersteunen. Zijn aandacht ging naar de Κεφάλα Τσελεμπῆ uit, in de literatuur de Kephala-heuvel genoemd, waar Knossos onder lag. Schliemann had deze site al tegen het einde van zijn leven willen uitgraven, maar kon de hand niet op het grondareaal leggen. Deze moeilijkheden vloeiden gedeeltelijk voort uit de toenmalige Ottomaanse overheersing van het gebied, maar Kreta werd eind 1899 van de Turken bevrijd, waardoor Evans de Kephala-heuvel in zijn bezit kon krijgen en met zijn uitgraven kon beginnen. Zijn eerste doel was toen het schrift te vinden. Hij werd niet ontgoocheld: na één week vond hij al kleitabletten met lineair schrift, met Lineair B.
Evans kon aan de hand van zijn vondsten een indeling maken van de verschillende schriften:
- semi-pictografische[9] - het schrift van de γαλόπετρα dat ook op kleitabletten in Knossos werd teruggevonden[10]. Evans zelf noemde het de hiëroglifische stijl vanwege de gelijkenis met de Egyptische hiërogliefen.
- twee lineaire[11] schriften:
  - Lineair A - hoofdzakelijk op Kreta gevonden, vooral in Hagia Triada bij Phaistos, geschreven op aardewerk, maar ook op brons en steen en
  - Lineair B - ook gevonden op het vasteland. De enige vondsten van Lineair B uit Kreta komen van Knossos en een handvol uit Chania. Het geschrevene bestond uitsluitend uit kleitabletten.

Evans deelde de drie schriften ook chronologisch in, in drie periodes: de periode van omstreeks 2000-1650 v. Chr. voor het semi-pictografische schrift, de periode van omstreeks 1750-1450 voor Lineair A dat na een eventueel kort parallel bestaan door het Lineair B werd opgevolgd.

#### Pogingen tot ontcijfering
Evans deed wat de Lineair B-tabletten betreft bovendien andere belangrijke ontdekkingen:
- Het ging om een syllabisch schrift. Het aantal tekens, ongeveer 90, was te groot voor een alfabetisch schrift maar te klein voor een pictografisch schrift.
- De inhoud was van zuiver administratieve aard. De tabletten waren registers van de inventarissen van de paleizen. Het thema van elk tablet werd door een pictogram aangegeven, bijvoorbeeld een kar of een slaaf. Er waren ook veel tekens voor de getallen, voor de telwoorden.

Evans heeft geprobeerd om het Lineair B te ontcijferen. Hij merkte onder meer op dat er verschillende tekens waren die op het Cypriotische syllabisch schrift leken, maar hij slaagde er niet in het Lineair B ontcijferen. Zijn pogingen waren namelijk niet systematisch genoeg, zijn methode was onvoldoende gedocumenteerd, het publiceren van kleitabletten ging ontzettend traag en hij verloor daardoor zijn motivatie. Hij richtte zijn aandacht meer en meer op het paleis zelf, wat resulteerde in het werk The Palace of Minos. Dat was nier meer lang voor de Eerste Wereldoorlog. Het was zijn bedoeling dat zijn Scripta Minoa I van 1909, over het semi-pictografische schrift, door een tweede deel over de lineaire schriften zou worden opgevolgd, maar toen hij in 1941 op negentigjarige leeftijd stierf was het werk verre van af. Myres ondernam de moeilijke taak om de wanordelijke aantekeningen van Evans om te werken tot een boek en slaagde daar in 1952 in met het Scripta Minoa II.
Wat het ontcijferingproces verder vertraagde was het feit dat Evans zeer onwillig was om andere onderzoekers het door hem opgegraven materiaal te laten publiceren. Hij werd bijvoorbeeld heel kwaad op de Finse professor Johannes Sundwall toen die 38 van de kleitabletten van Knossos publiceerde.

#### Het dwaalspoor
Evans zette bovendien de hele filologie op het verkeerde spoor met de bewering dat het Lineair B geen Grieks was. Hij argumenteerde dat zijn archeologisch onderzoek wees op een zeer geleidelijke ontwikkeling van de Kretenzische beschaving, zonder breuklijnen. Volgens hem had een ander volk dan Grieken tot de ondergang van het paleis omstreeks 1450 de macht in Knossos in handen gehad. Hij ging door Knossos zo in het centrum te stellen zelfs zover te beweren dat Mycene, Pylos en de overige Myceense steden door Knossos gestichte kolonies waren. Zeer weinigen durfden vanwege Evans' grote autoriteit het aan een andere mening te berde te brengen: Alan J.B. Wace verloor in 1923 bijvoorbeeld zijn aanstelling aan de Britse school in Athene en werd uit archeologische opgravingen  geweerd, omdat hij had beweerd dat de Myceners Griekstalig waren. Toen A.E. Cowley door vergelijking met het Cypriotisch syllabisch schrift in 1927 onder meer de woorden κοῦρος, jongen, en κούρη, meisje, correct kon ontcijferen, werkte hij dit niet verder uit, omdat hij zo overtuigd was van Evans’ standpunten.

### Kober
Na Evans' Scripta Minoa I in 1909 bleef het veertig jaar grotendeels stil rond het Lineair B. Alice Kober lukte het in 1945 te bewijzen dat het Lineair B inflectie heeft. Ze ging op zoek naar woorden met dezelfde stam en een verschillende uitgang, die ze probeerde te onderscheiden van sterk op elkaar gelijkende stammen. Ze deed hiervoor een groot beroep op de context: dezelfde woorden worden immers gebruikt als het over dezelfde zaken gaat. Hele lange woorden zijn ook een goede indicator, omdat ze veel en dezelfde tekens hebben. Een frequente afwisseling tussen twee tekens kan verder op uitgangen wijzen.
Ze ontdekte in 1946 in een lijst van woorden met een daaropvolgend getal dat alle woorden waarschijnlijk in dezelfde naamval staan. Een frequent terugkerend teken op het einde van een woord kan dan een inflectie-uitgang zijn, al kan het ook om verschillen in geslacht of een vorm van het bijvoeglijke naamwoord gaan. Ze vond op deze manier drie naamvallen van twee verschillende verbuigingen en in 1948, twee jaar voor haar dood, nog wat ze zelf noemde 'het begin van een hypothetisch klankpatroon'. Ze had tien tekens gevonden die elk hun klinker deelden met vijf andere tekens en een medeklinker met één ander teken. Ze kwam hierop doordat er soms één teken werd gebruikt voor de laatste letter van de stam en de eerste letter van de uitgang. Dit bleek achteraf ook volledig te kloppen.

### De eerste corpora

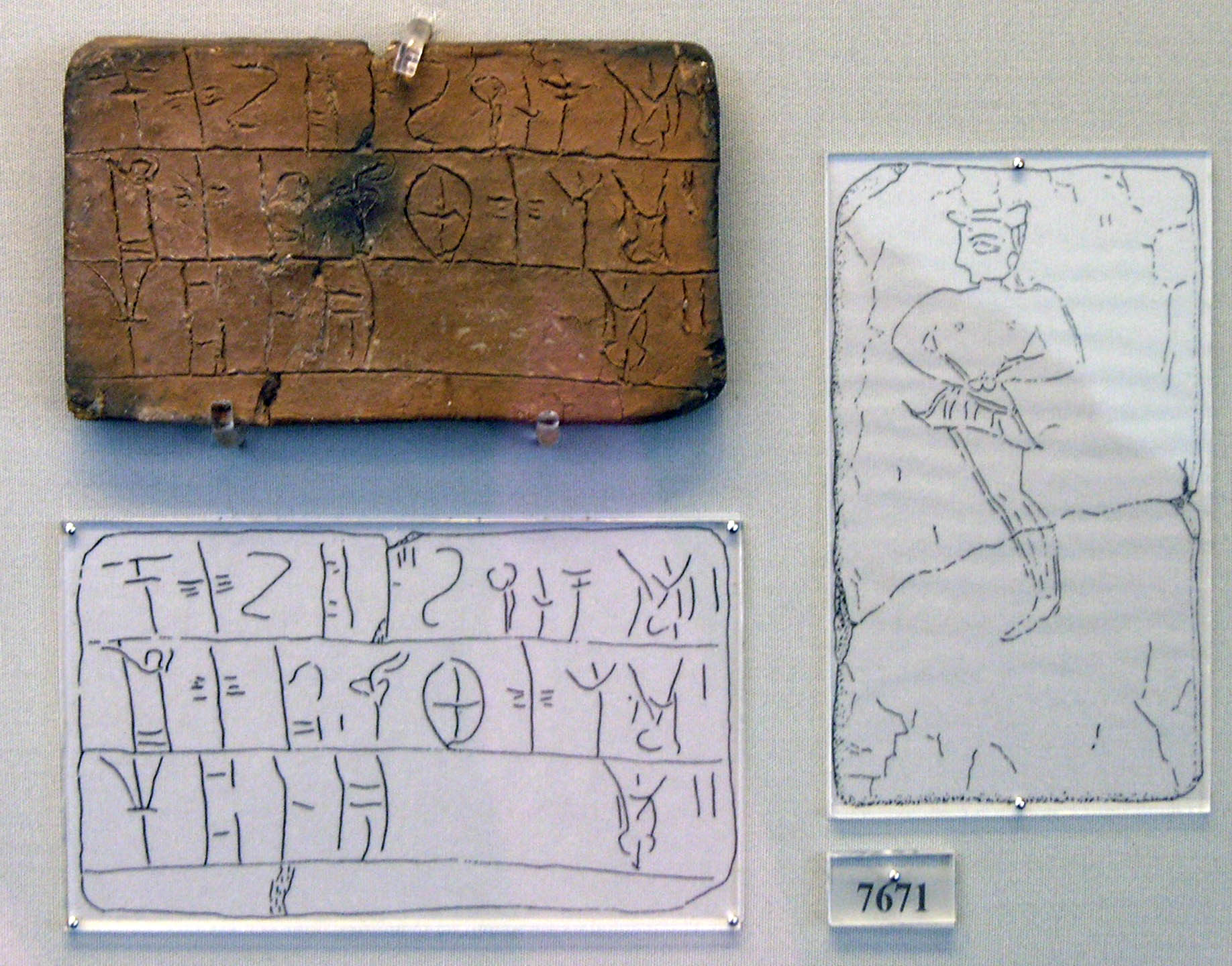
Kleitabletten.

Er waren vóór 1951 wel al foto's van veel kleitabletten bij hun ontdekking gemaakt, maar alleen een aantal voorbeelden van Lineair B waren inderdaad gepubliceerd. De eerste twee volledige corpora van Lineair B werden in 1951 gepubliceerd, wat een grote stimulans voor het onderzoek was. Er was nu immers meer materiaal beschikbaar en zowel de tabletten als de afzonderlijke tekens werden op een overzichtelijke manier geordend. Emmett Bennett publiceerde de tabletten van Pylos en John Myres die van Knossos. Myres maakte het werk van zijn inmiddels overleden vriend op basis van diens notities compleet en gaf het de titel Scripta Minoa II.

### Ventris
Michael Ventris slaagde er ten slotte in het Lineair B te ontcijferen. Hij stuurde in 1948 een rondvraag over Lineair B naar onderzoekers over de hele wereld. Hieruit bleek duidelijk dat niemand verwachtte dat Lineair B Grieks zou zijn. Hierna schreef hij twintig Work Notes, waarin hij op een redelijk informele manier zijn vorderingen beschreef. Ventris was architect en geen professioneel onderzoeker of cryptograaf, wat zijn manier van doen misschien kan verklaren.
Het belangrijkste bestanddeel in de ontcijfering was Ventris' 'lettergrepentabel'. Hij zette hierin in de verschillende kolommen tekens waarvan hij vermoedde dat ze dezelfde klinkers hadden en lettergrepen met vermoedelijk dezelfde medeklinkers in de verschillende rijen en paste de tabel dan steeds aan. Hij volgde hierbij Kobers 'hypothetische klankpatroon' maar ging dus nog een stap verder en werkte veel hypothetischer. In het begin was één derde correct, op het einde drie vierde, zo bleek achteraf. Hij suggereerde verder ook fonetische waarden. Door het informele karakter van zijn Work Notes kon hij daarin gemakkelijker suggesties doen waarvan hij niet volledig zeker was. Een belangrijke stap voorwaarts kwam er nadat Ventris in zijn onderzoek op een tablet uit Ugarit stuitte met daarop de bijdrage van verschillende plaatselijke steden. Daar de namen van plaatsen vaak lange tijd ongewijzigd blijven, en vele oude plaatsnamen ook bekend waren, ging hij op zoek naar een gelijkaardig Lineair B-tablet uit Knossos. Door de door hem bedachte klankwaarden in te vullen kwam hij bij een bepaald woord tot a-.i-ni. Dit leek zeer sterk op Amnisos, een haven in de buurt van Knossos, er hoefden alleen nog een 'm' en een 's' te worden ingevuld. Twee woorden die volgens Kober in dezelfde naamval stonden, dus dezelfde uitgang hadden, kon hij nu invullen tot .o-no-so en ..-.i-so, wat sterk op de steden Knossos en Tylissos leek. Door steeds klanken proberen in te vullen vond hij steeds meer woorden en zekerheid over klanken in die woorden. Zo werd het steeds helderder dat het wel degelijk om Grieks ging. Toen Ventris zijn resultaten bekendmaakte, hoorde ook John Chadwick hiervan, een jonge classicus. Ze besloten samen te werken en in 1953 publiceerden ze een artikel, Evidence for Greek Dialect in the Mycenaean Archives. Drie jaar later gaven ze zelfs samen een boek uit, maar Ventris zag dit nooit verschijnen omdat hij na een auto-ongeluk overleed.

### Na Ventris' ontcijfering
Geen enkele klankwaarde uit het artikel van Ventris en Chadwick moest worden herzien. Er kwam bevestiging van de ontcijfering door de ontdekking van een nieuw tablet waarop ti-ri-po, driepoot, stond naast getekende driepoten en a-no-we, ti-ri-jo-we en qe-to-ro-we, 'zonder oren', 'met drie oren' en 'met vier oren', naast potten met dat aantal oren. De enige belangrijke verfijning was dat een nieuwe klasse van lettergrepen uit het syllabisch schrift, die uit een medeklinker, halfklinker en een klinker bestonden, werd toegevoegd.

## Archieven en documenten[15]

### Dragers en vindplaatsen
De meeste fragmenten in het Lineair B zijn teruggevonden op kleitabletten, die aangetroffen werden in paleizen. Elk paleis is het administratieve centrum van een Myceense staat, namelijk Thebe (393 kleitabletten) in Boeotië, Pylos (1087 kleitabletten) in Messenië, Mycene (73 kleitabletten) en Tiryns (24 kleitabletten) in Argolis, Knossos (4149 kleitabletten) in het noordelijke deel van het centrale Kreta. Sommige tabletten (5) zijn afkomstig uit Chania in het westen van Kreta. Andere belangrijke centra, zoals Midea in Argolis en Dimini in Thessalië, hebben (nog) geen kleitabletten opgeleverd. Alle paleiscentra zijn uiteindelijk vernietigd en verbrand. De grote hitte bewerkstelligde de (onvoorziene) bewaring van de kleitabletten.
Op alle locaties waar men kleitabletten heeft ontdekt, werden ook beschreven vaasscherven aangetroffen (Thebe: 71; Tiryns: 44, Chania: 28 en Mycene: 12; eerder sporadisch in Knossos: 4, Mallia: 3, Mamelouko, Pylos, Midea, Elefsina, Orchomenos, Gla en Kreusis). Eén beschreven kleizegel is afkomstig uit Midea, één ivoren zegel uit Medeon en één kiezelsteen werd in Olympia ontdekt.

### Datering
Voor de datering van de paleisarchieven en van de daarin bewaarde documenten kan men geen beroep doen op de inhoud van de kleitabletten zelf aangezien ze zelden precieze tijdsaanduidingen bevatten. Met behulp van de archeologie daarentegen kan men de gebouwen zelf dateren, en kan men de tijdens de opgravingen teruggevonden voorwerpen vergelijken met de voorwerpen die in de kleitabletten vernoemd worden. Terwijl er een algemene consensus bestaat dat het Lineair B zijn hoogtepunt kende in de 13e eeuw voor Christus, heerst er nog discussie over de datering van het materiaal dat gevonden werd op de afzonderlijke vindplaatsen evenals over de tijdsspanne waarin het Lineair B gebruikt werd.

#### Algemeenchronologischschema
- Late Minoan/Late Helladic II: ca.1425-ca.1390 v.Chr.
- LM/LH IIIA: ca.1390-ca.1330 v.Chr.
- LM/LH IIIB: ca.1330-ca.1190 v.Chr.
- LM/LH IIIC: ca.1190-ca.1070 v.Chr.

#### Knossos
De these van Arthur John Evans dat de kleitabletten van ca. 1400 voor Christus stammen heeft stand gehouden tot het midden van de 20e eeuw. Carl Blegen verdedigde in 1958 een datering rond 1190 voor Christus. Ook Leonard Palmer was voorstander van een late datering; hij situeerde de vernietiging van de opslagplaatsen rond 1200 voor Christus. Boardman en Popham pasten de datering van Evans aan tot 1375 voor Christus. Deze datering werd algemeen aanvaard tot het einde van de jaren 70. Erik Hallager stelt in 1977 een datering rond 1300 voor Christus voor. De kleitabletten in de 'Room of the Chariot' zijn afkomstig uit een ouder archief dan alle andere kleitabletten. Het zijn de overblijfselen van een brand in het Laat Bronzen tijdperk en dateren dus van ca. 1390 voor Christus.

#### Thebe
De documenten in het 'Kadmeion' dateren uit het LH IIIB1. De tabletten in het zogenaamde 'Armoury'-gebouw stammen uit diezelfde periode. De documenten in de 'Archive room' schrijft men toe aan de vroege fase van het LH IIIB/C. Voorts was er nog een opslagplaats die men eveneens dateert in het LH IIIB1. De tabletten teruggevonden in de 'Pelopidou Street' dateren uit LH IIIB2 (i.e. de tweede helft van de 13e eeuw voor Christus). Documenten ontdekt in de buurt van de 'Treasury' dateert men in LH IIIB1. De tabletten gevonden in de citadel van Mycene dateert men in het LH IIIB/C. Diegene die men in een huizenblok op een terras op een heuvelzijde van diezelfde stad heeft ontdekt stammen uit het LH IIIB1.

#### Overige vindplaatsen
Het merendeel van de documenten uit Pylos plaatst men in het begin van de 12e eeuw voor Christus. Slechts een kleine minderheid schrijft men toe aan een vroegere periode. De documenten gevonden binnen de citadel van Tiryns stammen uit LH IIIB2; de andere dateert men in het LH IIIB. De documenten uit Midea en de rest van het Griekse vasteland dateert men in het LH IIIB2. In Chania zijn er enkele tabletten teruggevonden uit LM IIIB1, enkele geschilderde inscripties uit LM IIIA2 en nog andere dateren uit LM IIIB of kunnen helemaal niet gedateerd worden.

### Informatiegehalte

#### Kleitabletten
Doorsnee bevatten de tabletten 10 tot 11 tekens, wat neerkomt op gemiddeld 5 tot 7 woorden per opschrift, al verschilt de omvang in realiteit aanzienlijk. Het hoofddoel van de opschriften was het registreren van belangrijke kwantitatieve gegevens. Ook eigennamen waren heel belangrijk voor de administratie.
De tabletten werden uit vochtige klei vervaardigd. Terwijl ze nog vochtig waren, werden ze met een graveerstift beschreven en daarna in de zon gedroogd. De kleitabletten werden niet in het vuur gebakken zoals dat in het Nabije Oosten gebruikelijk was. Gewoonlijk schreef men eerst de zich op dat moment aandienende gegevens op kleine tabletten in de vorm van een palmblad en pas later, als men genoeg gegevens van dezelfde aard verzameld had, schreef men deze over op grotere rechthoekige tabletten. De tabletten werden in gevlochten manden bewaard die men vervolgens op houten rekken plaatste. Ze bevatten de economische gegevens van het lopende jaar. Belangrijke registraties werden op duurzamer materiaal overgeschreven. De tabletten die men niet meer nodig had, werden opnieuw nat gemaakt, hun oppervlak werd glad gestreken en ze werden verder klaargemaakt om opnieuw beschreven te worden.

#### Vaatwerk
Het lineair B werd niet in de vaas gegrift, maar op het oppervlak van de vaas geschilderd voor of na het bakken van de keramiek. De meestal erg bondige opschriften geven de naam van de bezitter van de vaas weer. Slechts uitzonderlijk is het opschrift langer, namelijk als de naam van de bezitter uit meerdere delen bestaat.

### Inhoudelijke classificatie
De documenten worden op grond van hun inhoud geclassificeerd in verschillende reeksen, die op hun beurt nog eens onderverdeeld worden in subreeksen. De hoofdreeksen worden aangeduid met hoofdletters, de subreeksen met kleine letters. De vindplaatsen worden weergegeven met afkortingen (KN: Knossos; PY: Pylos; MY: Mycene; TH: Thebe; TI: Tiryns; KH: Chania). Het concrete document wordt door middel van een inventarisnummer geïdentificeerd.